# Шуватов, Анатолий Иванович
ШУВА’ТОВ Анатолий Иванович (род. 20.7.1933, с. Куземино Нижегородской обл.) - певец, заслуженный артист РСФСР (1974).

## Биография и творчество
Шуватов закончил Пензенское музыкальное училище и Саратовскую консерваторию (1963). С 1965 по настоящее время Шуватов - артист Пензенской филармонии.
Шуватов ранее много выступал от московского Росконцерта во всех областных центрах России, а также за рубежом - в Венгрии и Чехословакии. Шуватов пел с симфоническими оркестрами Нижнего  Новгорода, Саратова, Ульяновска. В репертуар Шуватова входят арии из опер, русские народные песни, старинные романсы, романсы М. И. Глинки, П. И. Чайковского и С. В. Рахманинова.